# Levana
Levana (del latín levare, 'levantar') era, en la mitología romana, una diosa implicada en los rituales relacionados con el parto presidiendo la legitimación y reconocimiento de los recién nacidos, a quienes se ponía bajo su advocación.
Agustín de Hipona decía que la dea Levana se invocaba cuando el niño era levantado de terra, de la tierra o suelo por el padre o quien le representara. Su función puede ser paralela a la griega Artemis Orthia, si es interpretada como la Artemisa que levanta o cría a los niños.
Aunque hasta ahora era común suponer que se invocaba a Levana en una ceremonia en la que el padre levantaba al niño para reconocerlo como suyo, la existencia de esa ceremonia está basada en pruebas poco sólidas y se contradice con el derecho romano relativo a la legitimidad del nacimiento. Lo más probable es que Levana fuera la diosa que supervisaba el levantamiento del niño por la comadrona inmediatamente después del nacimiento. Arrodillarse o ponerse en cuclillas era una posición más común para el parto en la Antigüedad, donde el recién nacido probablemente se posaba en el suelo antes de que se le cortara el cordón umbilical.

## Utilización moderna
- El poema en prosa de Thomas De Quincey Levana and Our Ladies of Sorrow comienza con un análisis del papel de Levana en la religión romana.[7]

- Levana es el nombre de un fabricante de productos de seguridad para bebés y niños. La marca se creó en 2007 y se centra en medios de protección eléctricos.[8]

- En Las crónicas lunares (The Lunar Chronicles) de Marissa Meyer, Levana es el nombre de la actual reina de Luna (una colonia humana en la luna).